# ليزا سابينو
ليزا سابينو (بالإيطالية: Lisa Sabino)‏ مواليد 26 يوليو 1986، هي لاعبة كرة مضرب إيطالية وتحتل حالياً المرتبة 493 (25 أغسطس 2014) في تصنيف رابطة محترفات كرة المضرب. أعلى تصنيف لها في الفردي كان 315. أعلى تصنيف لها في الزوجي كان 292.

## روابط خارجية
- ليزا سابينو على موقع رابطة محترفات التنس (الإنجليزية)
- ليزا سابينو على موقع الاتحاد الدولي لكرة المضرب (الإنجليزية)
- ليزا سابينو على موقع خلاصة التنس.كوم (الإنجليزية)
- ليزا سابينو على موقع إي إس بي إن.كوم (الإنجليزية)